# Heterosternuta sulphuria
Heterosternuta sulphuria är en skalbaggsart som först beskrevs av Matta och Wolfe 1979.  Heterosternuta sulphuria ingår i släktet Heterosternuta och familjen dykare. Inga underarter finns listade i Catalogue of Life.